# Asociación Deportiva Guanacasteca
La Asociación Deportiva Guanacasteca, también conocida como A.D.G. o como Guanacasteca, es un club de fútbol de Costa Rica de la ciudad de Nicoya en Guanacaste. Fue fundado en 1973 y se desempeña en la Liga Nacional de Fútbol Aficionado, es el equipo más tradicional de la provincia. Disputó el derbi de la Pampa con su acérrimo rival el Municipal Liberia. 

## Historia
En 1972 fue el equipo de Carrillo F.C campeón por la Segunda División de Ascenso. Esto le da el incentivo de buscar mayores aspiraciones y se refuerzan con jugadores de Santa Cruz y Tilarán; formando la Selección de Nicoya.
Ahí juegan la cuadrangular final aficionada frente a la Sociedad Gimnástica Española de San José, La Selección de Osa y Santos de Guá´piles. Y Nicoya F.C es Monarca de la Tercera División de Costa Rica.
Nació como institución deportiva un 3 de enero de 1973 con el nombre de Nicoya FC ya que su sede se encuentra precisamente en esa ciudad; con el pasar del tiempo su nombre cambió a Asociación Deportiva Guanacasteca lo cual no fue del agrado de algunos otros cantones, como Liberia por ejemplo, ya que según los de la ciudad blanca, el nuevo nombre representaba a toda la provincia y en otros lugares también había equipos como el mismo caso liberiano; desde entonces existe gran rivalidad entre ambos conjuntos.
Luego de bregar por algunos años en la segunda división logró el deseado ascenso en 1976 hasta que en la campaña de 1978 regresaron a la segunda liga en importancia del país; en 1986 volvieron a primera con el mejor equipo que se les ha conocido con el cual logró ingresar a la pentagonal por el campeonato nacional, dicho cuadro estaba conformado entre otros por jugadores como Gael Mora, Benigno Guido, Yanán Villegas, Norman Gómez, Johnny Alvarado, Carlos J. Angulo, Luis Quirós y Samuel Chaves Aguilar.
A finales de los años 90, el cuadro pampero es adquirido por empresarios italianos como una sucursal del cuadro Perugia que jugaba en el prestigioso “Calcio italiano”; no obstante la nueva Sociedad Deportiva Guanacasteca no tuvo por mucho tiempo ese apoyo y es adquirida por dos empresarios también italianos. La temporada 2003-04 fue la última que jugaron en la primera ya que traspasó su franquicia a lo que fue el Brujas FC, quién se coronó campeón nacional en el 2009.
Los ciudadanos nicoyanos lucharon por volver a tener un equipo que los representara y es así como en la campaña 2004-05 adquieren la franquicia de Ciudad Colón para poder disputar el torneo de la Liga de Ascenso.

### Tragedia
El miércoles 1 de agosto del 2012 murió asesinado de cuatro balazos el accionista mayoritario del club, Robert Walter Cox Llanderal, de 51 años (al momento de su muerte), y era propietario de una empresa piñera en Guanacaste, empezaba a invertir en el fútbol nacional. Cox era de origen filipino, quién llegó al país a invertir.

### Temporada 2014/15
En el año 2015 disputaron su última final hasta la fecha, en el torneo de Apertura, la misma se disputó ante AS Puma Generaleña. El camino para llegar a esta final no fue fácil, pues se clasificó como octavo gracias a la descalificación del Puntarenas FC ya que los porteños no sumaron los 1440 minutos con jugadores SUB 21 que exige Liga de Ascenso, por consiguiente significó la resta de 3 punto para el cuadro "chuchequero", es así como ya clasificado al cuadro pampero le tocaría enfrentar al líder de la tabla general, la Selección de Osa, disputándose el juego de ida en el Estadio Chorotega siendo el marcador favorable 1x0 para los Guanacastecos ante una destacada actuación del guardameta de Osa Byron Sibaja de tan solo 17 años de edad. El partido de vuelta se disputó en el Estadio Municipal de Ciudad Cortés en Osa, donde los pamperos abrieron el marcador por intermedio del argentino Leandro Meiss, el cuadro local emparejó el encuentro iniciando la segunda etapa por medio de Jairo Picado, nuevamente "La Furia De La Pampa" se fue arriba gracias a la anotación de Marco Paniagua luego de un solvente cabezazo, rápidamente el cuadro de Osa reaccionó por medio de Krissler Villalobos pero no le alcanzó ya que el global terminó (3x2) a favor de Guanacasteca.
Ya en la semifinal y luego de tumbar al líder de la tabla general los Guanacastecos enfrentarían a Jicaral Sercoba en el denominado "Clásico Peninsular", Jicaral llegaba a esta serie cómo favorito pero la ADG cambió los papeles pues al final del encuentro se impuso 2x1 ante los Jicaraleños, ya en el juego de vuelta 1 gol Jicaraleño los sembraba en la final, ya que, en caso de empate en el global, avanzaba el mejor ubicado en la general, y los peninsulares terminaron 2.os. Guanacasteca aguantó la presión del cuadro azul de la península que incluso desperdició un penal a los 48 minutos, finalizado el encuentro todo era fiesta la los Guanacastecos, luego de varios años regresaban a una final, los 600 aficionados que viajaron a Jicaral disfrutaron a más no poder.
Ya en la gran final y con el estadio Chorotega repleto arrancó la serie y muy rápido, a los 24 segundos Francisco Zapata desataba la locura en el Chorotega, faltando 10 para el final de la primera parte los visitante igualaron por intermedio de Aarón Navarro, a los 55 minutos y con 2 minutos de haber ingresado Carlos Masís puso en ventaja definitiva a los Guanacastecos, todo era felicidad en el "Coloso de Nicoya".
Para el juego de vuelta viajaron cerca de 1200 aficionados hasta Pérez Zeledón para el juego de vuelta, juego que se definió en el primer tiempo con 2 anotaciones de As Puma para un global de 3x2 a favor del cuadro generaleño.

### Temporada 2018/19
Para el Apertura 2018, la ADG se corona campeón del Apertura y se asegura una eventual Final de Campeonato de la Liga de Ascenso tras vencer en la Final al cuadro de Jicaral Sercoba en el global 5 a 2, en la ida empató 1 a 1 en Nicoya, en el juego de vuelta venció a los jicaraleños 4 a 1. 
Sin embargo en el Torneo de Clausura, no logran avanzar a la segunda Fase del certamen, disputan la Final de Campeonato nuevamente ante Jicaral Sercoba, pero terminan cayendo en el global 2 a 1, tras empatar 0 a 0 en la ida en el Chorotega y caer de visita 2 a 1 en Jicaral el 2 de junio del 2019.

### Participación en Copa Centroamericana 2024
El 31 de julio de 2024 el equipo debuta en competencias internacionales en la Copa Centroamericana de Concacaf 2024 tras finalizar como mejor 4to lugar en la tabla acumulada de la Temporada 2023-2024. Guanacasteca debuta ante el Deportivo Saprissa en el Estadio Ricardo Saprissa, donde termina cayendo por marcador de 5 a 0. 
Su segundo compromiso se da el 15 de agosto ante el Municipal de Guatemala, donde termina cayendo 3 a 1 en condición de visitante en el Estadio Doroteo Guamuch Flores, su tercer juego es en condición de local en el Estadio Edgardo Baltodano, ante el Managua de Nicaragua donde terminan igualando a 1 gol, su último compromiso fue el 29 de agosto ante el Real Estelí también de Nicaragua donde los pamperos derrotaron a los nicaragüenses por marcador de 1 a 0, siendo su primer triunfo a nivel internacional. 
El club terminó de último en su grupo con 4 puntos en 4 presentaciones. 

### Revocación de Licencia en Primera División
En el Clausura 2025, el Comité de Licencias de la Federación de Fútbol decide revocarle la licencia al club tras una nota del Periódico La Nación que dio a conocer las negociaciones que se dieron para la llegada de un grupo de inversionistas mexicanos, quienes tomarían según un documento firmado por el propio presidente de la ADG, Jorge Arias, el control del plantel por medio de la creación de una sociedad anónima en la que la ADG formaría parte.
El artículo 18 del Reglamento de Licencias de la Fedefútbol indica que cualquier cambio de administración de un club debe ser comunicado de inmediato.
Por otra parte, el artículo 73 del Reglamento de Licencias habla de que cuando una revocatoria quede en firme, el afiiliado será descendido a la categoría inferior (en este caso Liga de Ascenso).
Por lo que actualmente el club ya no puede seguir compitiendo en el Campeonato de Primera División tras la revocación de su licencia de competición.

## Estadio
El inmueble está ubicado en el Barrio Chorotega de Nicoya, tiene capacidad para 4.000 aficionados cómodamente sentados en sus dos graderías y un gran espacio para aficionados de pie. Posee una gramilla natural en buenas condiciones.
Se tiene planeado aplicarle una gran remodelación en los próximos años,su techo ha sido reemplazado pero aún los trabajos no han sido terminados. El reducto recibirá una mejorar en la zona de palcos y sombra, donde se instalarán butacas. Además, se cambiará la iluminación dañadas a través de los años y su construirán nuevos camerinos, un gimnasio, sala de prensa y puestos comerciales.
El estadio está tratando de cumplir los requerimientos para poder ser utilizado en la Primera División de Costa Rica, un objetivo a corto plazo de la histórica ADG.
Además del equipo femenino de fútbol de la Primera División Femenina, la Asociación Deportiva Nicoya.

## Datos del club
- Torneos en Primera División: 15
- Debut en primera División: 7 de marzo de 1976 contra Alajuelense (0-2)
- Registro en primera División: 500 juegos, 135 victorias, 155 empates y 210 derrotas; 487 goles anotados y 675 recibidos
- Portero referente: Daniel Prado Hernandez
- Goleador histórico en primera División: Mauricio Murillo, 33 goles y Dennis Antonio Solano Murillo igual con 33.
- Jugadores históricos: Yanán Villegas, Heriberto Morera, julio César Cortés, Bismarck Duarte, Miguel Lacey, Olivier Moreno, Oscar Marshall, Javier Jiménez, Johnny Alvarado, Henry Rodríguez, Didier Gutiérrez, Benigno Guido, Norman Gómez, Adonis Hilario, Dennis Gutiérrez, César Eduardo Méndez, Uruguay Gussoni, Carlos Vivó, Sivianny Rodríguez, Leonidas Flores, Claudio Jara, Rodolfo Arnáez, Berny Peña, Léster Morgan, Jairo Arrieta, Carlos Masís.

- Jugador más veces seleccionado: Norman "el pin" Gómez con siete juegos clase A y dos tantos anotados

## Jugadores

### Transferencias apertura 2025
| Altas   | Altas    | Altas       | Altas | Altas |
| Jugador | Posición | Procedencia | Tipo  |       |
| ------- | -------- | ----------- | ----- | ----- |

### Bajas
| Bajas                 | Bajas         | Bajas                           | Bajas           | Bajas |
| Jugador               | Posición      | Destino                         | Tipo            |       |
| --------------------- | ------------- | ------------------------------- | --------------- | ----- |
| Douglas Forvis        | Portero       | Diriangén Fútbol Club           | Fin de contrato |       |
| Jairo Mejía           | Portero       | Jicaral Sercoba                 | Fin de contrato |       |
| Gibrán Lajud          | Portero       | Club Atlético de San Luis       | Fin de contrato |       |
| Yeison Molina         | Defensor      | Municipal Liberia               | Fin de contrato |       |
| Pedro Leal            | Defensor      | Deportivo Upala Fútbol Club     | Fin de contrato |       |
| Johnny Leverón        | Defensor      | Club Deportivo Choloma          | Fin de contrato |       |
| Heyreel Saravia       | Defensor      | Retiro momentáneo               | Fin de contrato |       |
| Alejandro Porras      | Mediocampista | Municipal Pérez Zeledón         | Fin de contrato |       |
| José Mora             | Mediocampista | Club Sport Cartagines           | Fin de contrato |       |
| Fabricio Venegas      | Mediocampista | Bandera de ?                    | Fin de contrato |       |
| Nextaly Rodríguez     | Mediocampista | Asociación Deportiva San Carlos | Fin de contrato |       |
| José Andrés Matarrita | Mediocampista | Club Sport Herediano            | Fin de préstamo |       |
| Josimar Olivero       | Mediocampista | Inter de San Carlos             | Fin de contrato |       |
| Gustavo Muñoz         | Mediocampista | Santa Cruz PFA                  | Fin de contrato |       |
| Gustavo Muñoz         | Mediocampista | Jicaral Sercoba                 | Fin de contrato |       |
| Johan Venegas         | Delantero     | Club Sport Cartagines           | Fin de contrato |       |
| José Pablo Córdoba    | Delantero     | Puntarenas Fútbol Club          | Fin de contrato |       |
| Starling Matarrita    | Delantero     | Deportivo Marquense             | Fin de contrato |       |
| Juwan Brown           | Delantero     | Managua FC                      | Fin de contrato |       |
| Luis Andrés López     | Delantero     | Tilarán Futsal                  | Fin de contrato |       |

## Uniforme
- Uniforme titular: Camiseta roja y verde a mitades, pantalón verde, medias blancas.
- Uniforme visita: Camiseta blanca, pantalón rojo, medias rojas.
- Uniforme alternativo: Camiseta blanca, pantalón verde, medias blancas.
- Proveedor:  Eletto Sport

## Palmarés

### Títulos nacionales
| Competiciones nacionales       | Títulos                               | Subcampeonatos |
| ------------------------------ | ------------------------------------- | -------------- |
| Segunda División de Costa Rica | 1975, 1985, 1994-95, 2002, 2020, 2021 | 2019           |
| Tercera División de Costa Rica | 1972                                  |                |
| Torneo de Copa de Costa Rica   |                                       | 1977           |